# (10691) Sans
(10691) Sans est un astéroïde de la ceinture principale.

## Description
(10691) Sans est un astéroïde de la ceinture principale. Il fut découvert le 2 mars 1981 à l'observatoire de Siding Spring par Schelte J. Bus. Il présente une orbite caractérisée par un demi-grand axe de 3,20 UA, une excentricité de 0,12 et une inclinaison de 0,7° par rapport à l'écliptique.